# 339
Cette page concerne l'année 339  du calendrier julien. Pour l'année 339 av. J.-C., voir 339 av. J.-C. Pour le nombre 339, voir 339 (nombre).
L'année 339 est une année commune qui commence un lundi.

## Événements
- 8 janvier : Constantin II est à Trèves[1].
- Janvier : Aurelius Celsinus (en) est Préfet du prétoire en Occident[2].
- 31 mars : Constance II, après un séjour à Laodicée et Héliopolis, revient à Antioche[2].
- 6 avril : Constant Ier est à Savaria[1].
- 16 avril : Athanase d'Alexandrie est de nouveau déposé (fin en 346)[3].
- 14 juillet-25 octobre : Lucius Turcius Apronianus est Préfet de Rome ; Fabius Titianus lui succède le 25 octobre[2].
- 13 août : l'empereur Constance II condamne à la peine de mort ou à la déportation tout propriétaire juif d'esclaves chrétiens soumis à la circoncision. Les mariages entre Juifs et chrétiens sont interdits, également sous peine de mort des deux conjoints. Les Juifs ne peuvent acquérir aucun esclave, qu'il soit païen ou chrétien[4].

## Naissances en 339
- Ambroise, évêque de Milan (mort en 397).

## Décès en 339
- Eusèbe, évêque de Césarée, écrivain, théologien et apologète chrétien, le  30 mai.
- Abaye, amora babylonien (ou 338).